# 日本碱茅
日本碱茅（学名：Puccinellia nipponica）为禾本科碱茅属下的一个种。